# لاریانو
لاریانو (به ایتالیایی: Lariano) یک کومونه در ایتالیا است که در استان رم واقع شده‌است.

## خصوصیات
لاریانو ۲۷ کیلومترمربع مساحت و ۱۳٬۰۷۳ نفر جمعیت دارد و ۳۵۰ متر بالاتر از سطح دریا واقع شده‌است.

## خواهرخوانده
شهرهای ویکتوریا (براشوو)، Sausset-les-Pins، کرکیو و San Ferdinando di Puglia خواهرخوانده‌های لاریانو هستند.